# Acratòpotes
Acratòpotes (grec antic: Ἀκρατοπότης) va ser un mitològic bevedor de vi pur adorat a Muníquia a l'Àtica, segons diu Ateneu de Nàucratis.
Segons Pausànias, que l'anomena simplement Àcrat, era un dels companys divins de Dionís, i era adorat a l'Àtica. Pausànias va veure una estàtua seva a Atenes a la casa de Polition, fixada a la muralla.